# Битва при Аякучо
Битва при Аякучо (ісп. Batalla de Ayacucho IPA: [baˈtaʎa ðe aʝaˈkutʃo]) — вирішальна битва у війні за незалежність Перу, що відбувся 9 грудня 1824 року.

## Перебіг
В кінці 1824 року роялісти все ще контролювали значну частину півдня Перу і фортецю короля Філіпа в порту Кальяо. З боку борців за незалежність брали участь аргентинські, колумбійські, венесуельські, чилійські і перуанські повстанці під командуванням Симона Болівара і Антоніо Сукре, роялістами командував віце-король Хосе де ла Серна. Незважаючи на чисельну перевагу, роялісти зазнали поразки, втративши 1800 чоловік убитими і 700 пораненими. В результаті бою Хосе де ла Серна змушений був підписати остаточну капітуляцію у війні за незалежність Перу.

## Наслідки
Битва при Аякучо зробила вирішальний вплив на хід історії Латинської Америки, роялістам було нанесено серйозної поразки, після якого настав переломний момент в Війні за незалежність іспанських колоній в Америці.